# El Criticón
El Criticón (français : Le Criticon) est un roman allégorique en trois parties publié par Baltasar Gracián entre 1651 et 1657, et qui causa la disgrâce de son auteur.

## Présentation
Les trois parties du Criticon, publiées en 1651, 1653 et 1657, eurent un grand écho en Europe. Il s'agit sans aucun doute du chef-d'œuvre de l'auteur, de l'une des grandes réalisations du Siècle d'or, et de l'ouvrage le plus difficile d'accès de la littérature espagnole.
Il s'agit d'un long roman allégorique parsemé de touches philosophiques qui rappelle le style romanesque byzantin par les nombreuses vicissitudes et aventures auxquelles les personnages sont confrontés, ainsi que le roman picaresque par sa vision satirique de la société qui transparaît dans le long pèlerinage que font les principaux personnages, Critilo, « l'homme critique », qui incarne la désillusion, et Andrénio, « l'homme naturel », qui représente l'innocence et les instincts primaires. L'auteur utilise sans cesse une technique perspectiviste qui se déploie selon les idées ou les points de vue de chacun des deux personnages.
L'un des plus fervents admirateurs de ce roman, le philosophe allemand du XIXe siècle Arthur Schopenhauer (qui considérait le Criticon comme le plus grand roman allégorique de tous les temps), a repris à son compte ce qui lui a semblé être la philosophie contenue dans le roman : le pessimisme.

## Résumé
Critilo, un homme du monde, fait naufrage sur le rivage de l'île de Sainte-Hélène, où il rencontre Andrenio, l'homme de la Nature, qui a grandi complètement à l'écart de la civilisation. Ils commencent ensemble le long voyage vers l'Île de l'Immortalité, parcourant la longue route semée d'embûches de la vie. Dans la première partie (« Du printemps de l'enfance à l'été de la jeunesse »), ils rejoignent la cour du roi où ils souffrent de toutes sortes de déceptions ; dans la deuxième partie (« Judicieuse et civile philosophie dans l'automne de l'âge viril »), ils traversent l'Aragon, où ils rendent visite à Salastano (anagramme du nom de l'ami de Gracián, Lastanosa), voyagent en France, que l'auteur appelle « le désert d'Hypocrinde », uniquement peuplé d'hypocrites et de cancres, et terminent leur voyage par la visite d'une maison de fous. Dans la troisième partie (« Dans l'hiver de la vieillesse »), ils vont à Rome et y découvrent une académie où se trouvent les hommes les plus ingénieux, puis finissent par rejoindre l'Île de l'Immortalité.

## Éditions duCriticonen français
Le Criticon n'a jusqu'à présent pas été intégralement traduit en français. Les versions les plus complètes ont été publiées aux éditions Allia (les deux premières parties, traduites par Éliane Sollé en 1998 et 1999) ainsi qu'aux éditions du Seuil (traduction partielle mais conséquente des trois parties par Benito Pelegrín, en 2008).
- L’Homme détrompé, ou le Criticon, Paris, 1696.
- L’Homme détrompé ou le Criticon, La Haye, 1705-1712.
- Le Criticon, édition d'A. Coster, Librairie Stock, Paris, 1931 (extraits)
- Le Criticon, Première partie, traduction d'Éliane Sollé, Allia, Paris, 1998
- Le Criticon, Deuxième partie, traduction d'Éliane Sollé, Allia, Paris, 1999
- Le Criticon, édition et traduction de Benito Pelegrín, Seuil, Paris, 2008